# Bianco d'ossa e marmo
Il bianco d'ossa e marmo è un pigmento, già conosciuto dai Romani, che fu usato nel Medioevo.
È composto per il 15% da Ca3(PO4)2 e per l'85% da CaCO3.
Si ottiene calcinando, in presenza di aria, ossa di animali e marmo.